# Кожабаев, Болман
Болма́н Кожаба́евич Кожаба́ев (1880, Улытауский район Карагандинской области, — 26 сентября 1972, там же), — казахский российско-советский поэт, акын.
Происходил из подрода журтшы рода баганалы племени найман Среднего жуза.
Отец Болмана, Кожабай Токсанбайулы, был певцом-импровизатором, домбристом, и обучал сына своему мастерству с детства.
Болман работал батраком у местного бая, затем рабочим в шахте на Карсакпайском железорудном месторождении.
В 1943—1945 годах, участвуя в айтысах, приобрёл народную известность.
Участник знаменитого айтыса акынов на конференции народных акынов, организованной Институтом литературы и искусства в 1961 году, состязался с такими акынами, как Нияз, Пуртаза, Шашубай. Наиболее популярен айтыс с Шашубаем, где описывается самоотверженный труд казахстанских шахтеров в годы Великой Отечественной войны.
Его песни записывались, в том числе на грамзапись. Некоторые публиковались — в печати и на пластинках. К концу жизни, будучи самым старшим носителем ценных народных культурных традиций, имел высокий авторитет. Активно участвовал в воспитании молодого поколения карагандинских музыкантов и литераторов.
Умер глубоким старцем, в возрасте 92 лет, там же, где и родился, — на одной из полевых пастушеских стоянок. К 110-летию Болмана Кожабаева, 13 сентября 1990 года, улица Ровненькая в Джезказгане переименована в его честь.